# 笨氏尖鼻魨
笨氏尖鼻魨（学名：Canthigaster bennetti），又名點線扁背魨、本氏河魨、尖嘴規、規仔，为輻鰭魚綱魨形目四齒魨亞目四齒魨科扁背魨屬下的一个种，為熱帶海水魚，分布於印度太平洋區，從東非、南非至土阿莫土群島，北起台灣南部，南迄澳洲新南威爾斯省海域，棲息深度1-15公尺，體長可達10公分，棲息在有遮蔽的潟湖、珊瑚礁區，以藻類、珊瑚等為食，生活習性不明。